# Lillo Brancato
Lillo Brancato, est un acteur américain, né le 30 août 1976 à Bogota, en Colombie.
Il a été adopté à l'âge de 4 mois par un couple d'Italo-américains, Lillo et Domenica Brancato.

## Filmographie

### Cinéma
- 1993 : Il était une fois le Bronx de Robert De Niro : Calogero à 17 ans
- 1994 : Opération Shakespeare de Penny Marshall : Donnie Benitez
- 1995 : USS Alabama de Tony Scott : Russell Vossler
- 1998 : Jeu d'espionne (Provocateur) de Jim Donovan : Chris Finn
- 1998 : Ennemi d'État de Tony Scott : le jeune travailleur
- 1999 : The Florentine (en) de Nick Stagliano (en) : Pretty
- 2000 : Blue Moon de John A. Gallagher : Pete
- 2000 : Mambo Café (es) de Reuben González : Wheasel
- 2000 : Table One de Michael Bregman : Johnnie
- 2001 : Sticks (en) de Brett Mayer : Lenny
- 2001 : Christmas d'Abel Ferrara : le mari
- 2001 : L'Ultime Cascade (In the Shadows) de Ric Roman Waugh : Jimmy Pierazzi
- 2002 : Pluto Nash de Ron Underwood : Larry
- 2002 : The Real Deal de Tom Burruss : Samy Saxo
- 2004 : Downtown: A Street Tale (en) de Rafal Zielinski (en) : Lenny
- 2005 : Slingshot (en) de Jay Alaimo : DJ
- 2005 : Searching for Bobby D de Paul Borghese : Bobby
- 2007 : Saturday Morning (en) de Rob Greenberg : Alan Delucci
- 2014 : Monsters of Mulberry Street de John Abrahante : Père Palladino
- 2016 : Le Combat final : Nicky

### Télévision
- 1997 : Firehouse (en) : Gaetano Luvullo
- 1999 : La Loi du colt : Gulseppe Guissipini (1 épisode)
- 2000 : Les Soprano : Matt Bevilaqua (6 épisodes)
- 2000 : Falcone (1 épisode)
- 2001 : HRT : Tom Monteleone
- 2002 : New York Police Blues : Gary Montaneri (1 épisode)
- 2016 : Le Combat final : Nicky